# Frankrijk op de Olympische Winterspelen 1968
Tijdens de Olympische Winterspelen van 1968, die in Grenoble werden gehouden, nam het gastland, Frankrijk, voor de tiende keer deel.

## Medailleoverzicht
| Sport       | Olympiër           | Discipline       | Medaille |
| ----------- | ------------------ | ---------------- | -------- |
| Alpineskiën | Jean-Claude Killy  | afdaling (m)     | Goud     |
| Alpineskiën | Jean-Claude Killy  | reuzenslalom (m) | Goud     |
| Alpineskiën | Jean-Claude Killy  | slalom (m)       | Goud     |
| Alpineskiën | Marielle Goitschel | slalom (v)       | Goud     |
| Alpineskiën | Guy Périllat       | afdaling (m)     | Zilver   |
| Alpineskiën | Isabelle Mir       | afdaling (v)     | Zilver   |
| Alpineskiën | Annie Famose       | reuzenslalom (v) | Zilver   |
| Alpineskiën | Annie Famose       | slalom (v)       | Brons    |
| Kunstrijden | Patrick Péra       | mannen           | Brons    |

## Deelnemers en resultaten

### Alpineskiën
| Olympiër           | Discipline       | Resultaat | Prestatie                       |
| ------------------ | ---------------- | --------- | ------------------------------- |
| Jean-Noël Augert   | slalom (m)       | dq-2      | diskwalificatie run 2           |
| Jean-Claude Killy  | afdaling (m)     | Goud      | 1.59,85                         |
| Jean-Claude Killy  | reuzenslalom (m) | Goud      | 3.29,28 1.42,74+1.46,54         |
| Jean-Claude Killy  | slalom (m)       | Goud      | 1.39,73 49,37+50,36             |
| Léo Lacroix        | afdaling (m)     | 20e       | 2.03,86 (+4,01)                 |
| Georges Mauduit    | reuzenslalom (m) | 9e        | 3.33,78 (+4,50)                 |
| Bernard Orcel      | afdaling (m)     | 8e        | 2.02,22 (+2,37)                 |
| Bernard Orcel      | reuzenslalom (m) | dq-1      | diskwalificatie run 1           |
| Alain Penz         | slalom (m)       | 8e        | 1.41,14 (+1,41) 49,89+51,25     |
| Guy Périllat       | afdaling (m)     | Zilver    | 1.59,93 (+0,08)                 |
| Guy Périllat       | reuzenslalom (m) | 4e        | 3.32,06 (+2,78) 1.44,78+1.47,28 |
| Guy Périllat       | slalom (m)       | dq-2      | diskwalificatie run 2           |
|                    |                  |           |                                 |
| Annie Famose       | afdaling (v)     | 5e        | 1.42,15 (+1,28)                 |
| Annie Famose       | reuzenslalom (v) | Zilver    | 1.54,61 (+2,64)                 |
| Annie Famose       | slalom (v)       | Brons     | 1.27,89 (+2,03) 42,21+45,68     |
| Marielle Goitschel | afdaling (v)     | 8e        | 1.42,95 (+2,08)                 |
| Marielle Goitschel | reuzenslalom (v) | 7e        | 1.56,09 (+4,12)                 |
| Marielle Goitschel | slalom (v)       | Goud      | 1.25,86 40,27+45,59             |
| Isabelle Mir       | afdaling (v)     | Zilver    | 1.41,33 (+0,46)                 |
| Isabelle Mir       | reuzenslalom (v) | 6e        | 1.56,07 (+4,10)                 |
| Isabelle Mir       | slalom (v)       | 5e        | 1.28,22 (+2,36) 42,14+46,08     |
| Florence Steurer   | afdaling (v)     | 9e        | 1.43,00 (+2,13)                 |
| Florence Steurer   | reuzenslalom (v) | 4e        | 1.54,75 (+2,78)                 |
| Florence Steurer   | slalom (v)       | dq-1      | diskwalificatie run 1           |

### Biatlon
| Olympiër                                                        | Discipline             | Resultaat | Prestatie                                                                             |
| --------------------------------------------------------------- | ---------------------- | --------- | ------------------------------------------------------------------------------------- |
| Jean-Claude Viry                                                | 20 km (m)              | 35e       | 1:29.16,2 (+15.30,3) pen.: 10                                                         |
| Aimé Gruet-Masson                                               | 20 km (m)              | 42e       | 1:31.50,4 (+18.04,5) pen.: 11                                                         |
| Louis Romand                                                    | 20 km (m)              | 57e       | 1:37.55,2 (+24.09,3) pen.: 12                                                         |
| Guy Duraffourg                                                  | 20 km (m)              | 58e       | 1:41.51,4 (+28.05,5) pen.: 18                                                         |
| Daniel Claudon Serge Legrand Aimé Gruet-Masson Jean-Claude Viry | 4x7,5 km estafette (m) | 10e       | 2:31.12,9 (+18.10,5) pen.: 10 (2 / 3 / 3 / 2) (37.15,2 / 38.52,1 / 38.43,7 / 36.21,9) |

### Bobsleeën
| Olympiër                                                    | Discipline                 | Resultaat | Prestatie                           |
| ----------------------------------------------------------- | -------------------------- | --------- | ----------------------------------- |
| Bertrand Croset Henri Sirvain                               | 2-mansbob (m) Frankrijk I  | 16e       | 4.51,28 (+9,74)                     |
| Gérard Christaud Jacques Christaud                          | 2-mansbob (m) Frankrijk II | 20e       | 5.11,67 (+30,13)                    |
| Francis Luiggi André Patey Gérard Monrazel Maurice Grether  | 4-mansbob (m) Frankrijk I  | 7e        | 2.18,84 (+1,45) (1.10,65 / 1.08,19) |
| Bertrand Croset Claude Roussel Louis Courtois Henri Sirvain | 4-mansbob (m) Frankrijk II | 11e       | 2.19,72 (+2,33)                     |

### Kunstrijden

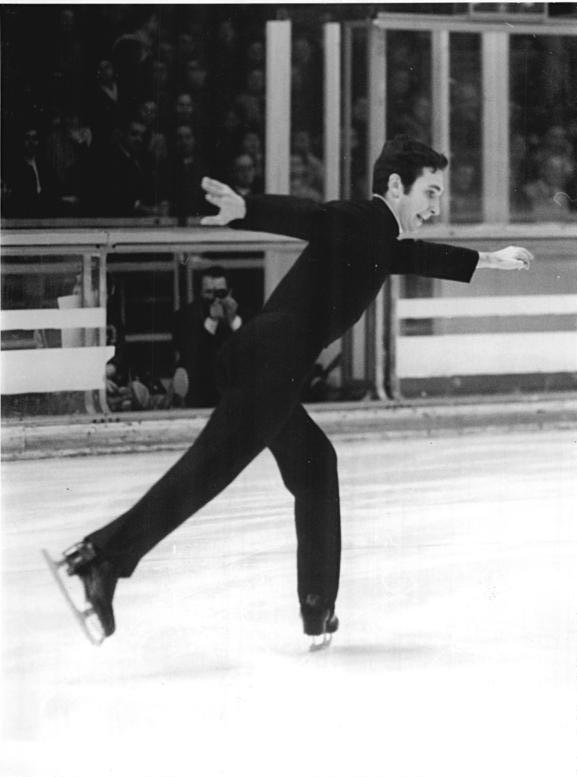
Patrick Péra, winnaar van het brons

| Olympiër (deelname) | Discipline | Resultaat | Prestatie                |
| ------------------- | ---------- | --------- | ------------------------ |
| Patrick Péra        | mannen     | Brons     | pc. 31,0; 1864,5 punten  |
| Philippe Pelissier  | mannen     | 13e       | pc. 114,0; 1706,0 punten |
| Jacques Mrozek      | mannen     | 20e       | pc. 179,0; 1601,0 punten |
| Micheline Joubert   | vrouwen    | 20e       | pc. 182,0; 1594,8 punten |
| Sylvaine Duban      | vrouwen    | 27e       | pc. 219,0; 1551,4 punten |

### Langlaufen
| Olympiër                                                | Discipline            | Resultaat | Prestatie                                                    |
| ------------------------------------------------------- | --------------------- | --------- | ------------------------------------------------------------ |
| Victor Arbez                                            | 15 km (m)             | 28e       | 51.20,5 (+3.26,3)                                            |
| Philippe Baradel                                        | 30 km (m)             | 41e       | 1:45.33,3 (+9.54,1)                                          |
| Fernand Borrel                                          | 50 km (m)             | 40e       | 2:45.10,6 (+16.24,8)                                         |
| Luc Colin                                               | 30 km (m)             | 42e       | 1:45.40,7 (+10.01,5)                                         |
| Luc Colin                                               | 50 km (m)             | 44e       | 2:48.57,9 (+20.12,1)                                         |
| Jean Jobez                                              | 15 km (m)             | 46e       | 53.22,1 (+5.27,9)                                            |
| Jean Jobez                                              | 30 km (m)             | 39e       | 1:45.08,8 (+9.29,6)                                          |
| Claude Legrand                                          | 50 km (m)             | 41e       | 2:45.36,9 (+16.51,1)                                         |
| Félix Mathieu                                           | 15 km (m)             | 44e       | 52.58,8 (+5.04,6)                                            |
| Roger Pires                                             | 15 km (m)             | 24e       | 50.52,6 (+2.58,4)                                            |
| Roger Pires                                             | 30 km (m)             | 43e       | 1:45.54,6 (+10.15,4)                                         |
| Roger Pires                                             | 50 km (m)             | 24e       | 2:36.48,8 (+8.03,0)                                          |
| Félix Mathieu Victor Arbez Philippe Baradel Roger Pires | 4x10 km estafette (m) | 11e       | 2:21.23,0 (+12.49,5) (34.17,9 / 34.05,8 / 37.36,3 / 35.23,0) |

### Noordse combinatie
| Olympiër             | Discipline | Resultaat | Prestatie                                     |
| -------------------- | ---------- | --------- | --------------------------------------------- |
| Émile Salvi          | mannen     | 37e       | 332,38 punten schans: 158,6 p 15 km: 173,78 p |
| Jean-Marie Bourgeois | mannen     | 38e       | 325,90 punten schans: 111,4 p 15 km: 214,50 p |
| Gervais Poirot       | mannen     | 41e       | 315,98 punten schans: 102,4 p 15 km: 213,58 p |

### Rodelen
| Olympiër                        | Discipline | Resultaat | Prestatie        |
| ------------------------------- | ---------- | --------- | ---------------- |
| Georges Tresallet               | mannen     | 29e       | 3.00,37 (+7,89)  |
| Jean-Pierre De Petro            | mannen     | 35e       | 3.03,53 (+11,05) |
| Ion Pervilhac                   | mannen     | 38e       | 3.06,42 (+13,94) |
| Sylvette Grassi                 | vrouwen    | 19e       | 2.36,48 (+7,82)  |
| Jacqueline Barasinski           | vrouwen    | 20e       | 2.36,79 (+8,13)  |
| Georges Tresallet Ion Pervilhac | dubbel     | 11e       | 1.39,26 (+3,41)  |

### Schaatsen
| Olympiër               | Discipline   | Resultaat | Prestatie         |
| ---------------------- | ------------ | --------- | ----------------- |
| François Perrenoud     | 500 m (m)    | 46e       | 44,1 (+3,8)       |
| François Perrenoud     | 1500 m (m)   | 37e       | 2.14,0 (+10,6)    |
| François Perrenoud     | 5000 m (m)   | 31e       | 8.07,5 (+45,1)    |
| François Perrenoud     | 10.000 m (m) | 26e       | 17.10,2 (+1.46,6) |
| Michel Thépénier       | 500 m (m)    | 45e       | 43,8 (+3,5)       |
| Michel Thépénier       | 1500 m (m)   | 36e       | 2.13,7 (+10,3)    |
| Michel Thépénier       | 5000 m (m)   | 30e       | 8.06,2 (+43,8)    |
|                        |              |           |                   |
| Patricia Demartini     | 1000 m (v)   | 28e       | 1.44,6 (+12,0)    |
| Patricia Demartini     | 1500 m (v)   | 29e       | 2.40,6 (+18,2)    |
| Martine Ivangine       | 500 m (v)    | 22e       | 48,5 (+2,4)       |
| Martine Ivangine       | 1000 m (v)   | 17e       | 1.37,4 (+4,8)     |
| Martine Ivangine       | 1500 m (v)   | 14e       | 2.29,9 (+7,5)     |
| Martine Ivangine       | 3000 m (v)   | 15e       | 5.19,3 (+23,1)    |
| Marie-Louise Perrenoud | 500 m (v)    | 19e       | 48,2 (+2,1)       |
| Marie-Louise Perrenoud | 1000 m (v)   | 24e       | 1.39,3 (+6,7)     |
| Marie-Louise Perrenoud | 1500 m (v)   | 28e       | 2.39,2 (+16,8)    |
| Marie-Louise Perrenoud | 3000 m (v)   | 25e       | 5.41,7 (+45,5)    |

### Schansspringen
| Olympiër           | Discipline         | Resultaat | Prestatie                 |
| ------------------ | ------------------ | --------- | ------------------------- |
| Maurice Arbez      | normale schans (m) | 41e       | 178,7 punten (70,0+68,5m) |
| Maurice Arbez      | grote schans (m)   | 50e       | 149,2 punten (78,0+80,5m) |
| Alain Macle        | normale schans (m) | 18e       | 204,0 punten (74,0+72,5m) |
| Alain Macle        | grote schans (m)   | 17e       | 194,0 punten (89,5+93,5m) |
| Gilbert Poirot     | normale schans (m) | 10e       | 207,1 punten (77,0+70,5m) |
| Gilbert Poirot     | grote schans (m)   | 10e       | 203,7 punten (97,0+94,0m) |
| Michel Saint Lezer | normale schans (m) | 50e       | 164,7 punten (67,0+64,0m) |
| Michel Saint Lezer | grote schans (m)   | 54e       | 142,9 punten (85,5+76,0m) |

### IJshockey
| Olympiër | Discipline | Resultaat | Prestatie |
| --- | ---------- | --------- | --- |
| Jean-Claude Sozzi Bernard Deschamps Joël Godeau Claude Blanchard Philippe Lacarrière René Blanchard Bernard Cabanis Joël Gauvin Gérard Faucomprez Alain Mazza Olivier Prechac Gilbert Lèpre Patrick Pourtanel Michel Caux Gilbert Itzicsohn Daniel Grando Patrick Francheterre Charles Liberman | mannen     | 14e       | B-groep (9e-14e plaats): 2 - 3 Frankrijk - Roemenië 0 - 6 Frankrijk - Joegoslavië 2 - 5 Frankrijk - Oostenrijk 4 - 5 Frankrijk - Noorwegen 1 - 11 Frankrijk - Japan |

Argentinië · Australië · Bondsrepubliek Duitsland · Bulgarije · Canada · Chili · Denemarken · Duitse Democratische Republiek · Finland · Frankrijk · Griekenland · Groot-Brittannië · Hongarije · IJsland · India · Iran · Italië · Japan · Joegoslavië · Libanon · Liechtenstein · Marokko · Mongolië · Nederland · Nieuw-Zeeland · Noorwegen · Oostenrijk · Polen · Roemenië · Sovjet-Unie · Spanje · Tsjecho-Slowakije · Turkije · Verenigde Staten · Zuid-Korea · Zweden · Zwitserland